# هنری دارو
هنری دارو (انگلیسی: Henry Darrow; (۱۵ سپتامبر ۱۹۳۳ – ۱۴ مارس ۲۰۲۱) بازیگر اهل ایالات متحده آمریکا بود.
از فیلم‌ها یا برنامه‌های تلویزیونی که وی در آن نقش داشت، می‌توان به دختری چون من: داستان گوئن آرائوخو، چاپارل، آتیک و از دست دادن آن اشاره کرد.